# Інформаційно-обчислювальний центр КНУ

## Історія
Перший в Україні обчислювальний центр був створений в 1956 році в Київському державному університеті ім. Т. Г. Шевченка. Базою для його становлення стала організована за ініціативою В. Є. Дяченка ще в 1945 році при механіко-математичному факультеті лабораторія електричного моделювання, в якій розвивалися ідеї використання методів електричного моделювання для розв'язування задач математичної фізики і техніки.
Досягнута наприкінці 1950-х років значна наукова доробка в дослідженнях ОЦ створила передумови для перетворення його в проблемну науково-дослідну лабораторію (ПНДЛ), яка й була створена згідно з Постановою Ради Міністрів УРСР у 1959 році. На новостворену проблемну лабораторію — Обчислювальний центр — було покладено виконання наукових і дослідно-конструкторських робіт у галузі розробки ефективних методів розв'язування актуальних для народного господарства завдань за допомогою обчислювальних машин і застосування цих методів для автоматизації виробничих процесів.
У 1958 р. започатковується підготовка аспірантів за спеціальністю «Обчислювальна техніка», першими науковими керівниками яких стали В. М. Глушков і Б. М. Маліновський. Запроваджена ними для аспірантів наукова тематика була пов'язана із застосуванням ЕОМ для автоматизації хімічних виробництв і оптимального розкрою тканин у швейному виробництві.
У 1965 р. під керівництвом В. І. Грубова розвивається новий науковий напрямок, пов'язаний з математичним моделюванням безперервних хіміко-технологічних процесів.
З 1970-х років розпочалось створення АСУ Київським університетом. Були впроваджені такі першочергові підсистеми АСУ КДУ: «Зарплата», «Абітурієнт».
В 1981 р. була проведена реорганізація структури проблемної лабораторії ОЦ. В її складі був організований інформаційно-обчислювальний центр (ІОЦ) як навчально-виробничий підрозділ, якому передали всі наявні засоби електронної обчислювальної техніки. У складі ІОЦ були створені його філії на багатьох факультетах університету.
В 1999 році відбулася ще одна реорганізація ІОЦ, пов'язана з переорієнтацією його роботи в бік сучасних інформаційних технологій. На території було проведено капітальний ремонт, відбулася зміна технічного обладнання, кардинально змінено штатний розпис та завдання центру.

## Підрозділи ІОЦ
- Секретаріат
- Регіональна мережева академія CISCO [Архівовано 27 липня 2019 у Wayback Machine.]
- Сектор мережевих технологій
- Сектор впровадження нових технологій
  - Бюро методичної підтримки продуктів Microsoft
  - Лабораторія впровадження сучасних технологій
  - Лабораторія мультимедійних технологій [Архівовано 16 лютого 2008 у Wayback Machine.]
- Сектор автоматизації навчального процесу
- Сектор автоматизації фінансової діяльності
- Матеріально-технічний сектор
  - Бюро технічного обслуговування
- Відділ організації роботи класів загального доступу
  - Бюро обслуговування класу Червоного корпусу
  - Бюро обслуговування класу ІОЦ
  - Бюро технічного обслуговування Червоного корпусу
- Лабораторія паралельних обчислень [Архівовано 16 травня 2007 у Wayback Machine.]
- Центр тестування VUE [Архівовано 5 липня 2008 у Wayback Machine.]